# Manuel Vilà i Dalmau
Manuel Vilà i Dalmau (Manlleu, Osona, 28 de desembre de 1887 - Tossa de Mar, la Selva, 2 d'octubre de 1954) fou un poeta català.
Va néixer a Manlleu tot i que als pocs anys es traslladà a Taradell. Va estudiar als Germans Maristes de Vic. Acabats els estudis se'n va anar a viure a Barcelona i, als 21 anys, es traslladà a Tossa de Mar, on visqué tota la seva vida.
Va entrar en contacte amb els cercles literaris de l'època. Conegué persones com Jaume Collell, Martí Genís i Lluís Bertran Nadal.
Va ser membre fundador de la societat literària L'Esperança i membre de la Societat de Geografia Comarcal de Barcelona. Figura com a ponent en el II Congrés de Geografia Colonial en representació de la Sociedad de Geografía Comercial.
Va escriure molta poesia i va obtenir diversos premis literaris en els certàmens on va participar. Les seves poesies van ser publicades a la Gazeta Vigatana i en un dels volums de la Biblioteca d'Autors Vigatans. El 1926 formà part del consistori dels Jocs Florals de Barcelona i llegí el discurs de gràcies.
És autor de la Cançó dels pelegrins, que es cantà per primera vegada l'any 1935 durant la festa del Pelegrí de Tossa. La biblioteca de Tossa de Mar duu el seu nom.

## Obres
- Desencant. Barcelona : [s.e], 1924, 32 pp.
- Quan l'amor dictava. Poesies. Tortosa : Heraldo de Tortosa, 1929, 141 pp. Amb pròleg d'Apel·les Mestres
- Poesia. Manlleu : Tip. Manlleuenca, 1934, 4 ff.
- Poesies. Barcelona : Il·lustració catalana, [s.a], 31 pp.[2]
- Cançó dels Pelegrins[3]

Obres presendes als Jocs Florals de Barcelona
- En Crema, 1917, 1r accèssit a la Copa Artística
- L'esposa de Jesús, 1917
- Ofrena, 1927
- L'amor de cada dia, 1927
- Matí de diumenge, 1927, accèssit a premi
- El carrer de la rosa, 1929
- Les guspires del amor, 1929
- Mossèn Missal, 1930, premi de la Copa Artística
- Cançó de la mossa d'hostal, 1933, accèssit al premi extraordinari dels Mantenidors